# 范帕滕 (伊利諾伊州)
范帕勝（英語：Van Petten）是位於美國伊利諾伊州李縣的一個非建制地區。該地的面積和人口皆未知。

## 地理
范帕勝的座標為41°42′01″N 89°37′22″W / 41.70028°N 89.62278°W，而該地的平均海拔高度為200米（即656英尺）。